# Ischnotarsia tibialis
Ischnotarsia tibialis är en skalbaggsart som beskrevs av Moser 1911. Ischnotarsia tibialis ingår i släktet Ischnotarsia och familjen Cetoniidae. Inga underarter finns listade i Catalogue of Life.